# 3,4-二甲基苯酚
3,4-二甲苯酚是二甲苯酚的6个异构体中的一个，化学式C8H10O。

## 反应
它和弗氏盐在乙醚中反应，生成4,5-二甲基邻苯醌。